# Banon (formaggio)
Il banon è un formaggio francese a pasta molle prodotto nel dipartimento Alpi dell'Alta Provenza.